# Thiruthangal
Thiruthangal é uma panchayat (vila) no distrito de Virudhunagar, no estado indiano de Tamil Nadu.

## Demografia
Segundo o censo de 2001,  Thiruthangal  tinha uma população de 49,142 habitantes. Os indivíduos do sexo masculino constituem 50% da população e os do sexo feminino 50%. Thiruthangal tem uma taxa de literacia de 66%, superior à média nacional de 59.5%: a literacia no sexo masculino é de 74% e no sexo feminino é de 58%. Em Thiruthangal, 13% da população está abaixo dos 6 anos de idade.